# Monumento a los caídos en Malvinas

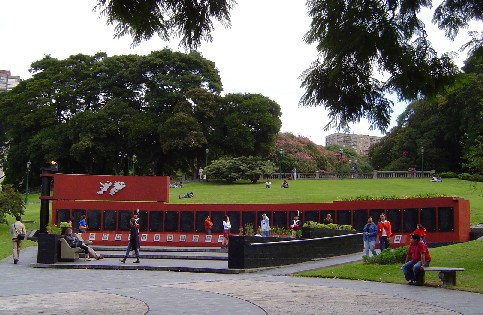
Vista del Monumento a los caídos en Malvinas, en la Plaza San Martín.

El Monumento a los caídos en Malvinas es un cenotafio localizado en la Plaza General San Martín, en Buenos Aires, erigido en honor a los caídos en la guerra de las Malvinas.
Situado en el sector de la plaza que da hacia la Avenida del Libertador, está formado por 25 placas de mármol negro con los nombres de los 649 combatientes caídos en la guerra acontecida en 1982. Todas las mañanas, a las 8 en punto, puede verse el izamiento de la bandera argentina.
Los relevos de la guardia se realizan a lo largo del día y cada dos horas, hasta las 18, en que es arriada la Bandera. La Guardia está compuesta por miembros del Ejército, la Armada y la Fuerza Aérea, ataviados con sus respectivos uniformes históricos.
Una llama eterna forma parte también del monumento, estando la misma situada por encima del mapa que representa la geografía de las Islas Malvinas.

## Historia
Por decreto nacional n.º 1.405 del 11 de diciembre  de 1989, siendo presidente de la Argentina Carlos Saúl Menem, se resolvió la erección de un monumento, tipo cenotafio, en homenaje a los caídos durante la Guerra de las Islas Malvinas y Atlántico Sur, en el ámbito de la Ciudad de Buenos Aires.

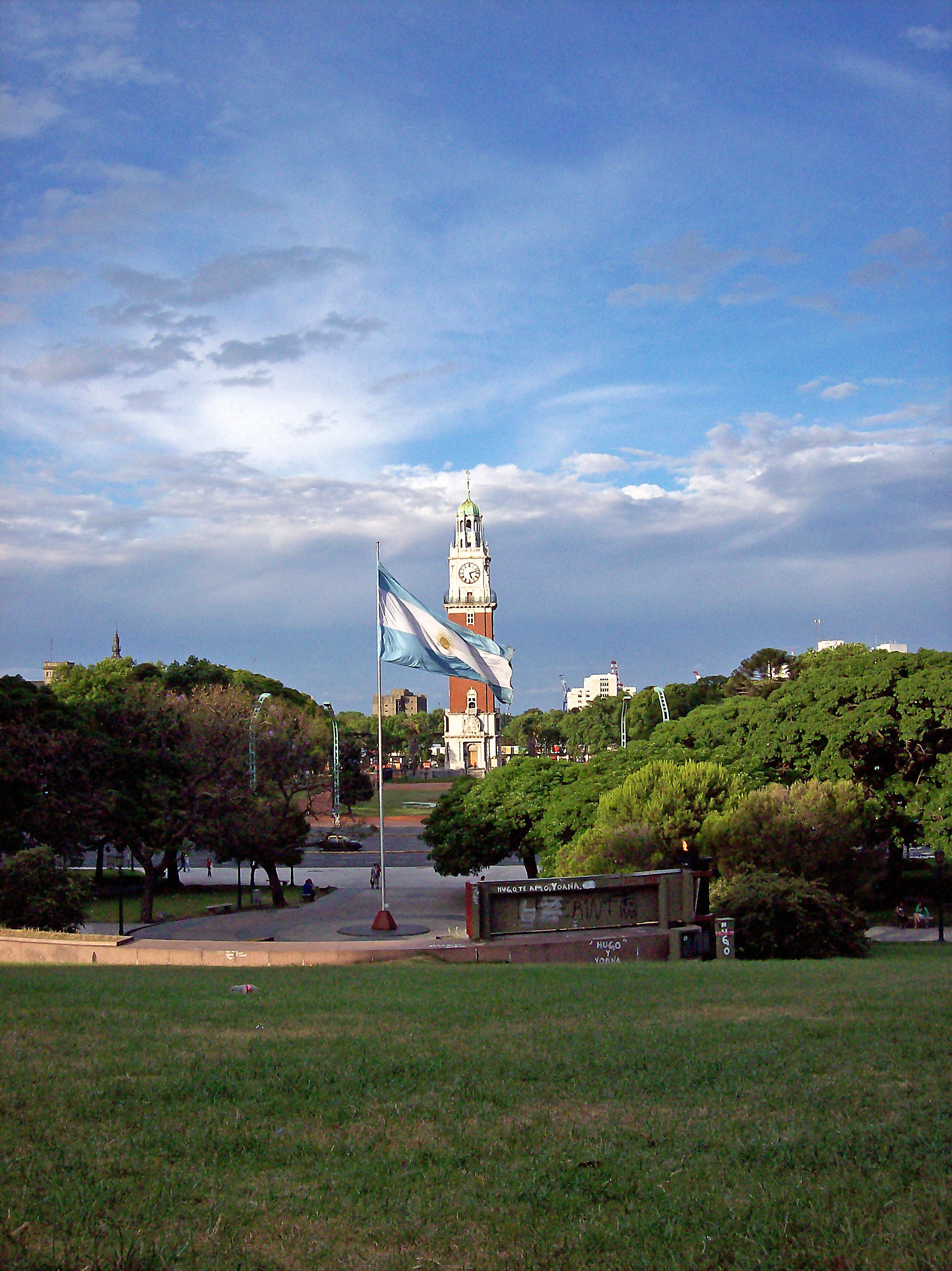
El Monumento visto desde atrás y la Torre Monumental.

Un decreto municipal determinó en 1990 que el emplazamiento se realizaría en el barrio de Retiro, en la Plaza Libertador General San Martín, sobre la avenida Leandro N. Alem. Dicho decreto sostenía que el lugar había sido elegido porque: ...reúne razones históricas, operativas y de localización. Que la especialidad del área, la facilidad de acceso y el ancho de la avenida Leandro N. Alem, posibilita la concurrencia de numeroso público y dan el contexto apropiado para eventuales ceremonias; Que se tuvo especial consideración en no alterar la estructura espacial, circulatoria y arbórica existente....
El sitio elegido generó discusiones: algunos consideraban que la plaza debía preservarse solo como homenaje al general San Martín, otros que no podía colocárselo justo frente a la Torre Monumental otros que el lugar, de tránsito rápido, era ruidoso y por tanto poco apto para un monumento a los muertos; y también estaban los que protestaban por la destrucción de la verde barranca de la plaza. Sin embargo la oposición resultó inútil y el monumento se inauguró oficialmente el 24 de junio de 1990.

## Características

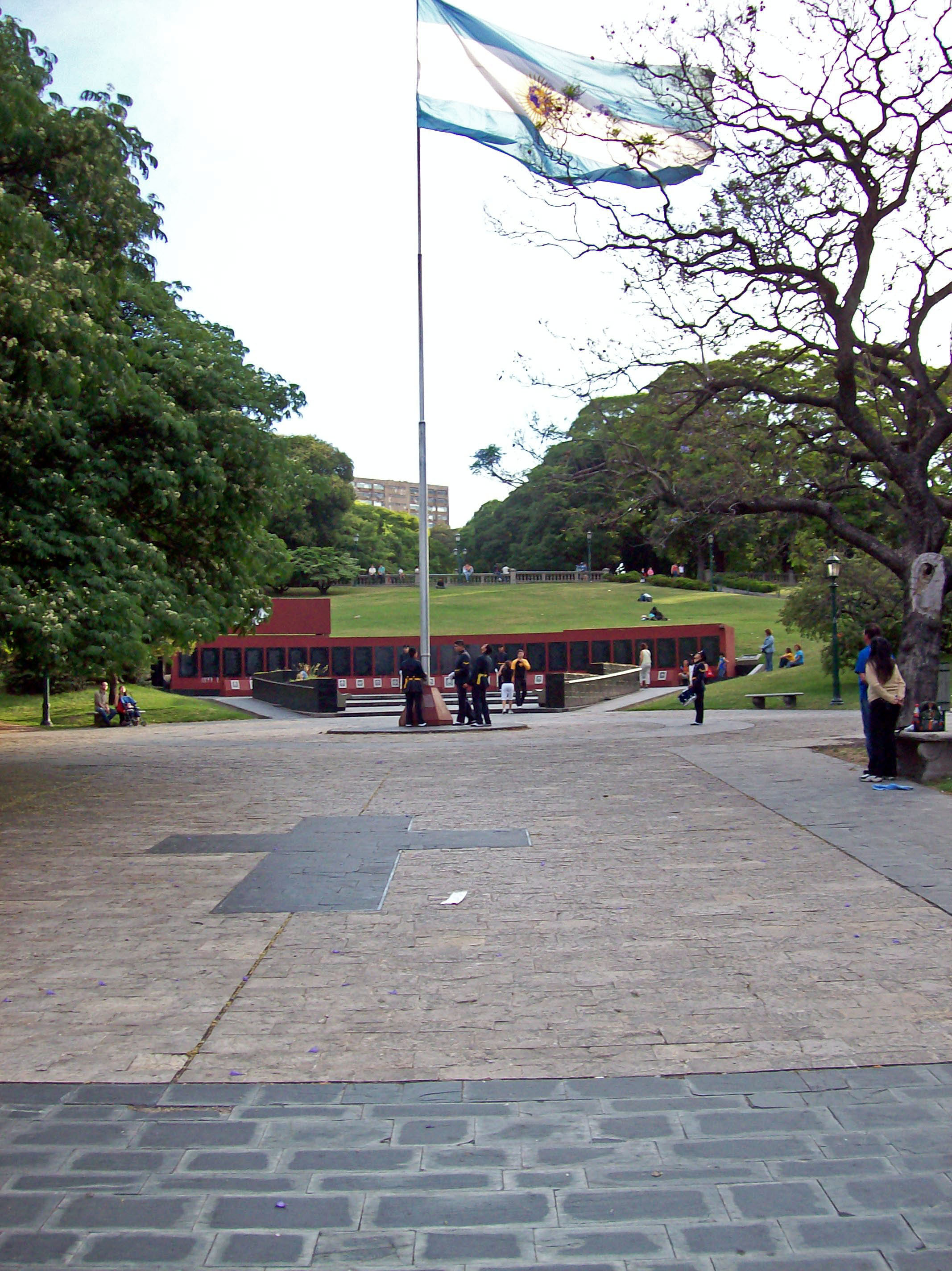
Ceremonia de arriamiento de la Bandera argentina.

La obra fue diseñada por la arquitecta Ana Beatriz Penna.
El solar donde se emplazó ocupa 263 m² y está situado al pie de la barranca que la Plaza San Martín tiene es su lado este, sobre la Avenida Leandro N. Alem.
La sección oeste del monumento está conformada por un muro vertical y en semicírculo, con 25 placas de mármol negro con los nombres de los 649 combatientes muertos en la gesta, sin indicar su grado militar, para igualarlos en el recuerdo, talladas por el escultor Eduardo Omar Urich. Sobre este muro, del lado norte, hay una estructura en forma de prisma con la silueta de las Islas Malvinas y una lámpara votiva. Delante del muro, en forma paralela al mismo, pero mucho más bajo, hay una pared con los escudos provinciales y el nacional.
Dos estructuras bajas, con asientos en ellas, en forma de hemiciclo simbolizan dos brazos que rodean a un mástil en el que flamea la bandera argentina. En una placa recordatoria se lee: La nación también rinde homenaje a los que guardan en su cuerpo o memoria las huellas del combate. Rodeando al mástil, sobre el suelo, hay dibujado un diseño circular que representa la escarapela nacional. También hay dibujado en el suelo, entre el mástil y la avenida Alem, una cruz.

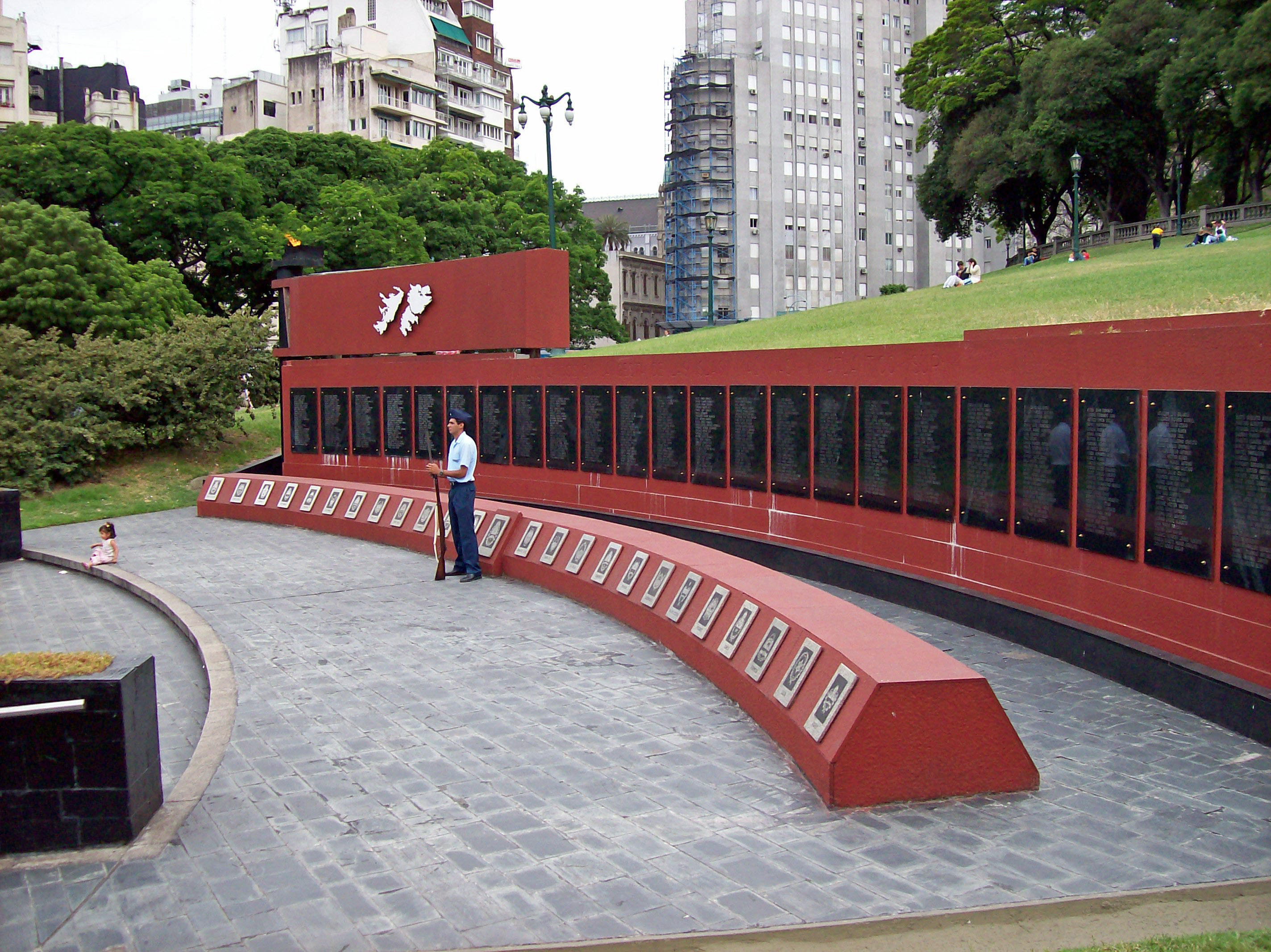
Los nombres de los caídos y los escudos de las jurisdicciones al momento de la construcción.

Una escolta de alguna de las tres fuerzas armadas custodia siempre al monumento.

## Uso ceremonial
Desde su inauguración es la sede central de las conmemoraciones del Día del Veterano y de los Caídos en la Guerra de Malvinas en la Ciudad de Buenos Aires, que se celebra el 2 de abril de cada año.